# Braniteljske udruge
Braniteljske udruge su udruge Hrvatskih branitelja, osoba koje su aktivno sudjelovale u obrani Hrvatskog naroda u RH i BiH od velikosrpske agresije i u građanskom muslimansko-hrvatskom sukobu u BiH od muslimanskih snaga, kao i navedenih država i njihovih građana u cjelini. Proistekle su iz Domovinskog rata i rata u BiH organiziranjem veterana Hrvatske vojske, Hrvatskog vijeća obrane, policije RH i Herceg-Bosne te civilne zaštite. 